# Списак биљака Црвене књиге флоре Србије
Црвена књига флоре Србије је монографска публикација објављена 1999. године. Први том даје прелиминарну листу најугроженијих биљака према критеријумима Међународне уније за заштиту природе. Овде је коплетна листа биљака из те публикације, укупно 171 угрожених врста у Србији.
Комплетан преглед врста је дат на основи поделе у групе по угрожености.
- Althaea kragujevacensis
- Althaea vranjensis
- Trapa annosa
- Scabiosa achaeta

## Ишчезли таксони
- Aconitum toxicum
- Alyssum linifolium
- Caldesia parnassifolia
- Cirsium boujartii subsp. boujartii
- Convolvulus betonicifolius
- Crocus banaticus
- Diphasiastrum complanatum
- Dracocephalum ruyschiana
- Hymenolobus procumbens subsp. procumbens
- Iris aphylla
- Juncus capitatus
- Juniperus foetidissima
- Legousia falcata
- Linum nodiflorum
- Lycopodium annotinum
- Ophrys lutea subsp. minor
- Orchis spitzelii
- Polemonium caeruleum
- Salvia nutans
- Silene echinata
- Silene skorpilii
- Tulipa hungarica
- Utricularia intermedia

## Таксони за које се претпоставља да су ишчезли
- Achillea ptarmica
- Aconitum anthora
- Aldrovanda vesiculosa
- Astragalus varius
- Cardamine trifolia
- Choriospora tenella
- Consolida uechtritziana
- Crepis pannonica
- Cyperus rotundus
- Dryopteris cristata
- Eryngium planum
- Erysimum crepidifolium
- Erysimum marschallianum
- Genista nissana
- Lathyrus pancicii
- Ophrys holoserica
- Thelypteris limbosperma као Oreopteris limbosperma (старији назив)
- Phlomis pungens
- Pilularia globulifera
- Seseli hippomarathrum
- Stachys serbica
- Veronica bachofenii
- waldsteinia trifolia

## Глобално крајње угрожени таксони Србије
- Achillea alexandri-regis
- Artemisia pancicii
- Campanula calyciliata
- Cerastium neoscardicum
- Crocus rujanensis
- Dianthus behriorum
- Gentiana pneumonathe subsp. nopcsae sin. Gentiana nopcsae данас само: Gentiana pneumonanthe
- Nepeta rtanjensis
- Silene nikolicii
- Solenanthus krasniqii
- Tulipa serbica

## Таксони крајње угрожени у Србији

### Таксони са популацијама до само 50 зрелих јединки

#### Таксони чији се ареал ограничио само на један локалитет
- Bassia sedoides
- Crambe tataria
- Paeonia officinalis subsp. banatica

#### Таксони чије се крајње мале популације ограничиле само на један локалитет
- Alkanna pulmonaria
- Astragalus monspessulanus subsp. illyricus
- Cachrys alpina
- Cachrys cristata
- Centaurea alpina
- Centranthus longiflorus subsp. junceus као Centranthus junceus (старији назив)
- Lactuca hispida као Cephalorrhynchus tuberosus (старији назив)
- Ceratocephala falcata
- Colchicum macedonicum
- Crepis macedonica
- Crocus pallasii
- Cystopteris montana
- Hieracium scheppigianum као Hieracium agastum (старији назив)
- Loiseleuria procumbens
- Minuartia hirsuta subsp. frutescens
- Ophrys mammosa
- Primula auricula subsp. serratifolia
- Romulea bulbocodium

### Таксони са популацијама од 50-250 зрелих јединки

#### Таксони чији су се ареали нагло смањили протеклих година
(Популације сведене на једну или неколико опадајућих субпопулација)
- Ceratocephala testiculata
- Epipactis atrorubens као Epipactis atrorubens subsp. borbasii (стари назив)
- Gypsophila fastigiata subsp. arenaria
- Stachys milanii

#### Таксони са малим ареалима
(Популације сведене на једну или неколико просторно блиских субпопулација)
- Adiantum capillus-veneris
- Allium flavum subsp. tauricum као Allium paczoskianum (стари назив)
- Astragalus excapus
- Barbarea vulgaris subsp. lepuznica sin. Barbarea lepuznica данас само: Barbarea vulgaris
- Cypripedium calceolus
- Fibigia clypeata
- Opopanax hispidus
- Parietaria lusitanica subsp. lusitanica
- Saxifraga carpatica
- Scopolia carniolica
- Utricularia minor

### Таксони са популацијама од преко 250 зрелих јединки

#### Таксони са малим ареалима
(Врсте на малим ареалима и са опадајућим субпопулацијама, и са нагло смањеном бројношћу јединки)
- Allim cyrilli
- Betula pubescens
- Bulbocodium versicolor
- Camphorosma monspeliaca
- Carex limosa
- Dianthus serotinus
- Dianthus giganteiformis subsp. kladovanus
- Glycyrrhiza glandulifera
- Iris humilis
- Sideritis scardica
- Sisymbrium polymorphum
- Swertia perennis

#### Таксони са нагло смањеним ареалима
(Врсте чије су популације за протеклих година сведене на једну или неколико субпопулација, али са већим бројем јединки)
- Achillea ochroleuca
- Adenophora liliifolia
- Allium atrovilaceum
- Artemisia austriaca
- Asparagus pseudoscaber
- Blackstonia acuminata
- Cladium mariscus
- Dianthus diutinus
- Dianthus trifasciculatus subsp. trifasciculatus
- Draba nemorosa
- Elatine triandra
- Eranthis hyemalis
- Fimbristylis bisumbellata
- Groenlandia densa
- Helychrysum arenarium као Helichrysum arenarium subsp. arenarium (стари назив)
- Hippurus vulgaris
- Hottonia palustris
- Hypecoum pseudograndiflorum
- Nonea pallens
- Ranunculus lingua
- Salicornia europaea
- Schoenoplectus mucronatus
- Suaeda pannonica
- Tozzia alpina subsp. carpatica
- Triglochin maritimum
- Triglochin palustre

#### Таксони са малим ареалима и популацијама
(Врсте сведене на једну или неколико просторно блиских субпопулација, али још увек са релативно већим бројем јединки на тим стаништима)
- Allium guttatum
- Aster oleifolius
- Arabis bryoides
- Alnus viridis
- Crocus olivieri
- Crepis bertiscea
- Cirsium helenioides
- Draba siliquosa
- Fritillaria macedonica
- Gagea fistulosa
- Leontopodium alpinum
- Juncus triglumis subsp. triglumis
- Hieracium oxyodon
- Herminium monochris
- Helichrysum plicatum
- Onoclea struthiopteris као Matteuccia struthiopteris (стари назив)
- Prunus laurocerasus
- Primula halleri
- Ranunculus incomparabilis
- Silene pusilla subsp. candavica
- Senecio pancicii
- Tulipa scardica

### Таксони за које се претпоставља да могу бити крајње угрожени
- Veronica fruticans
- Typha shuttleworthii
- Thalictrum alpinum
- Sparganium natans
- Senecio scopolii
- Saussurea alpina
- Salix alpina
- Pinguicula hirtiflora као Pinguicula crystallina subsp. hirtiflora (стари назив)
- Linum elegans
- Chamaecytisus purpureus
- Cachrys ferulacea
- Botrychium multifidum
- Aristolochia merxmuelleri
- Arctostaphylos alpinus